# Демидово (посёлок имени Воровского)
Демидово — упразднённая деревня, располагавшаяся на территории Богородского городского округа Московской области России. В настоящее время входит в состав посёлка имени Воровского.

## География
Находилась в северо-восточной части области, в зоне хвойно-широколиственных лесов, к югу от железнодорожной линии Москва — Петушки, на расстоянии примерно 12 километров (по прямой) к юго-юго-западу от города Ногинска, административного центра округа.

### Климат
Климат характеризуется как умеренно континентальный, с умеренно холодной зимой и тёплым летом. Среднегодовая температура воздуха — +5,7 °C. Средняя температура воздуха самого холодного месяца (января) — −7,3 °C (абсолютный минимум — −45 °C), средняя температура самого тёплого (июля) — +20,1 °С (абсолютный максимум — +38,5 °C). Годовое количество атмосферных осадков — 560 мм, из которых около 70 % выпадает в период с апреля по октябрь.

## История
В «Списке населенных мест Московской губернии по сведениям 1859 года» населённый пункт упомянут как владельческая деревня Богородского уезда, расположенная при колодце, в 26 верстах от уездного города. В деревне насчитывалось 7 дворов и проживало 58 человек (30 мужчин и 28 женщин).
По состоянию на 1913 год, в деревне Демидово имелось 3 двора. В административном отношении входила в состав Васильевской волости Богородского уезда.
По данным 1926 года в деревне насчитывалось 6 хозяйств (в том числе 5 крестьянских) и проживало 26 человек (14 мужчин и 12 женщин). Входила в состав Есинского сельсовета Васильевской волости Богородского уезда.